# Loas petro

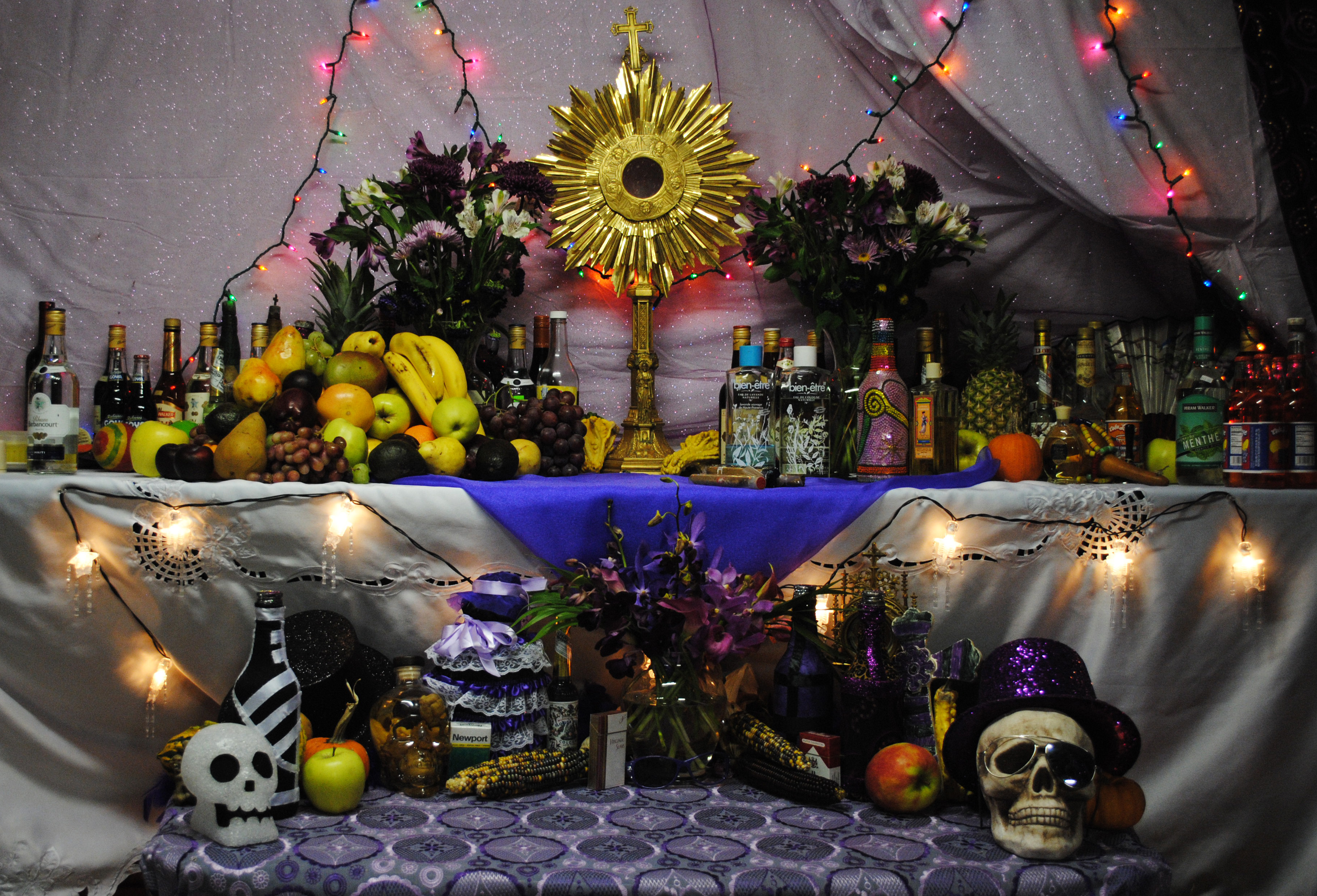
Altar vodú haitià als loas petro, rada i ghede

Els petwo (en fonts més antigues de vegades s'escriu Petro,  i alternativament es coneix com a dompete), són una família d'esperits loas de la religió vodú. Es consideren volàtils i "calents", en contrast amb els loas rada, que es consideren de temperament dolç i "frescos".

## Descripció
Els petwo es consideren un dels nanchons ('nacions') dels esperits loa. Diversos comentaristes han descrit els Petwo com un "panteó" de divinitats. Juntament amb els rada, són un dels dos principals grups de loas adorats pels practicants de Port-au-Prince.
Es considera que els esperits petwo són volàtils i temperats, presenten característiques amargues, agressives i contundents. En això contrasten amb els rada, que es consideren de caràcter dolç i fiables. Els petwo es mantenen especialment separats dels rada, col·locant els seus altars en diferents parts de l'ounfo (temple) i, temporalment, invocant-los en diferents etapes d'un ritual. L'antropòloga Karen McCarthy Brown va suggerir que el contrast entre ambdues "famílies" reflectia l'enfrontament entre "dos grups socials arquetípics", com per exemple membres de la família i externs o de locals i forans.
A causa de la seva naturalesa, els petwo són tractats amb cura pels practicants del vodú. Es consideren especialment eficaços per fer les coses, sobretot quan es tracta d'assumptes relacionats amb els diners.
Una oferta habitual per als petwo és el rom que s'ha barrejat amb cafè, pebre picant, sang i pólvora. Els ritmes de tambor seleccionats per als ritus de Petwo es caracteritzen pel seu so ràpid i dur. També s'hi fan servir petites explosions de pólvora, cruixits de fuets i xiulets de policia.

## Història
Desmangles pensava que els petwo no eren deïtats portades al Carib per africans esclaus, sinó que van sorgir a l'illa d'Hispaniola arrel de les condicions de l'esclavitud. Per altra banda, investigacions posteriors van suggerir que derivaven dels panteons d'esperits del poble Kongo de l'Àfrica Central Occidental.
Com a esperits associats a la ira i la ràbia, van arribar a estar vinculats a la revolució haitiana.

## Exemples
Ezili Dantò és una loa petwo.
Ogou és un loa que no encaixa perfectament ni com a petwo ni com a rada. Encara que porta armes, que estan associades amb els petwo, se'l veu com el defensor dels valors dels rada.